# 绒毛青冈
绒毛青冈（学名：Cyclobalanopsis hypophaea）为壳斗科青冈属下的一个种。

## 扩展阅读
- 維基物種上的相關：绒毛青冈